# خوسيه بيلدا
خوسيه بيلدا (بالإسبانية: José Belda)‏ هو دراج إسباني، ولد في 6 يونيو 1975 في Ontinyent ‏ في إسبانيا.

## وصلات خارجية
- خوسيه بيلدا على موقع أرشيف الدراجات (الإنجليزية)
- خوسيه بيلدا على موقع إحصائيات الدراجات الإحترافية (الإنجليزية)
- خوسيه بيلدا على موقع نسبة الدراجات (الإنجليزية)